# Boarmia semialba
Boarmia semialba là một loài bướm đêm trong họ Geometridae.